# Litorhina ricardoae
Litorhina ricardoae är en tvåvingeart som först beskrevs av Mario Bezzi 1912.  Litorhina ricardoae ingår i släktet Litorhina och familjen svävflugor. Inga underarter finns listade i Catalogue of Life.